# TBL
TBL („Transmissie Baken-Locomotief“/„Transmission Balise-Locomotive“) ist ein belgisches Zugbeeinflussungssystem. Das System besteht aus einer streckenseitigen Balise an jedem Signal und einem Fahrzeuggerät.

## TBL1

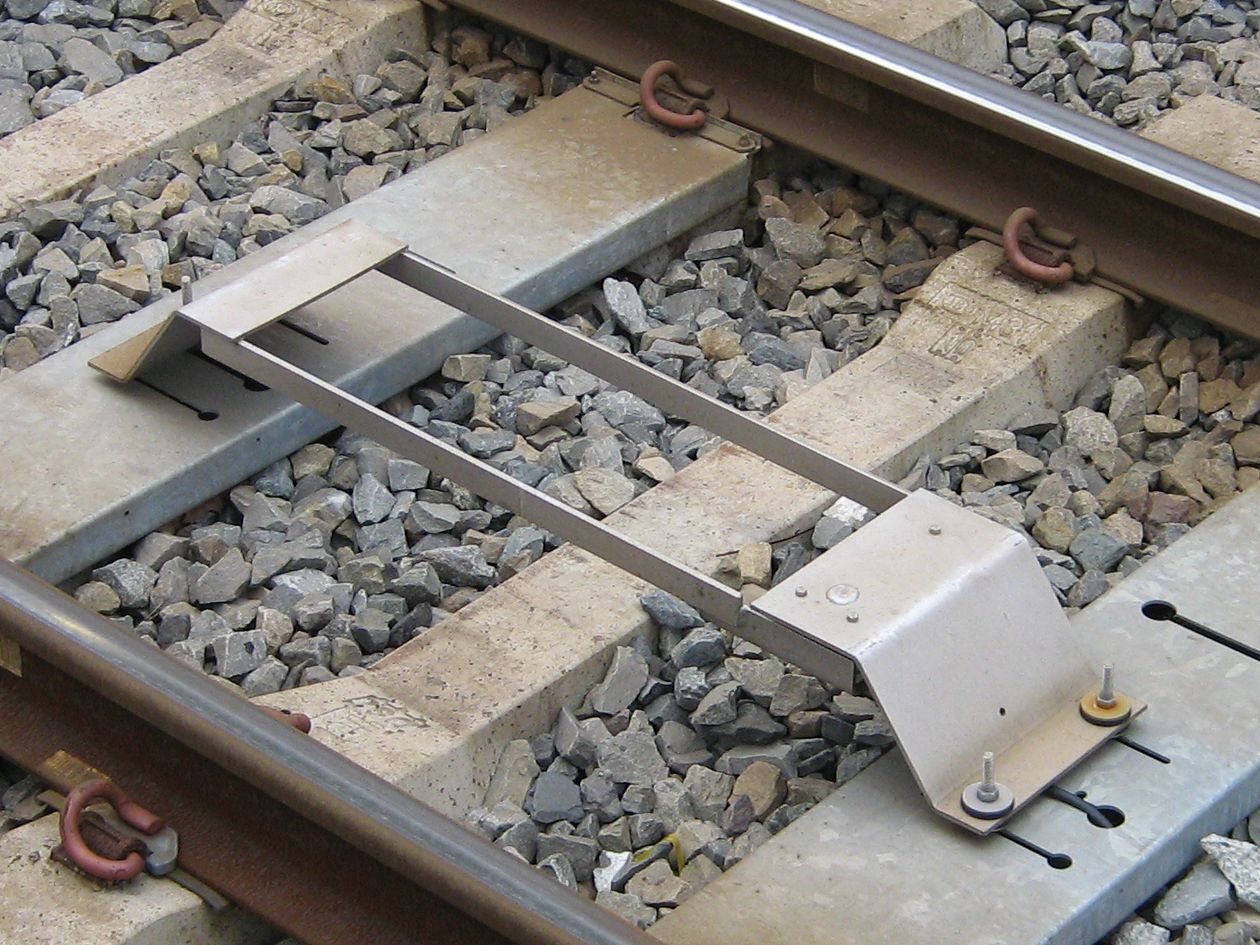
TBL1-Balise

TBL1 ist ein punktförmiges Zugbeeinflussungssystem, das auf etwa 13 % des belgischen Streckennetzes installiert ist. TBL1 bewirkt zusätzlich zu den Funktionen von Crocodile eine Zwangsbremsung bei unzulässiger Vorbeifahrt am Halt zeigenden Hauptsignal.

## TBL1+
Dieses System ist eine Übergangslösung, das die Migration auf das europäische Zugbeeinflussungssystem ETCS erleichtern soll. Bei diesem System werden die gleichen Signalbegriffe wie bei TBL1 übertragen und vom Fahrzeug in gleicher Weise interpretiert. Als Übertragungsweg von der Strecke zum Fahrzeug kommen jedoch Eurobalisen wie beim ETCS-System zum Einsatz. Fahrzeugseitig muss lediglich ein Balise Transmission Module als Empfänger ergänzt werden, der Rest der TBL-Elektronik bleibt unverändert.
Die TBL1+-Signalbegriffe werden dabei über Bits übertragen, die für nationale Anwendungen reserviert sind (Paket 44). TBL1+- und ETCS-Signalbegriffe lassen sich deshalb über dieselbe Eurobalise übertragen. Als Erweiterung gegenüber TBL1 liegt etwa 300 Meter vor dem Hauptsignal eine weitere Balise, die bei Halt zeigendem Signal bei einer Geschwindigkeit von mehr als 40 km/h ebenfalls eine Zwangsbremsung auslöst.
Um eine schnelle Reduzierung des Betriebsrisikos erreichen zu können, wurde das Risiko für jedes Signal bewertet. Zunächst wurden 25 Prozent der Signale mit TBL1+ ausgerüstet. Damit sei 80 Prozent des erzielbaren Sicherheitsgewinns erreicht worden.
Neben TBL-Paketen sollen später auch ETCS-Datenpakete hinzugefügt werden.
Bis zum Jahr 2015 wollte Infrabel das gesamte Streckennetz mit TBL1+ ausgerüstet haben, beschleunigt durch das Unglück von Buizingen.
Der Streckenabschnitt zwischen Aachen Hbf (Gleise 6–9) und der Deutsch-Belgischen Grenze über Aachen Süd wurde am 13. Dezember 2013 ebenfalls mit TBL1+ in Betrieb genommen. Das System soll belgischen Fahrzeugen ohne PZB 90 die Fahrt nach Aachen Hbf ermöglichen und damit Ersatz für das System TBL1 (Crocodile) bieten. Es gilt dann aber eine Höchstgeschwindigkeit von 100 km/h. Um die volle Geschwindigkeit von 160 km/h nutzen zu können, muss die PZB 90 aktiviert werden. Transitionsbalisen tun dies bei mit ETCS ausgerüsteten Fahrzeugen automatisch, wenn ein STM PZB verbaut ist. Langfristig sollen über die Eurobalisen auch ETCS-Informationen übertragen werden (derzeit wird nur ein leeres ETCS-Telegramm mit einem Paket 44 mit den TBL1+-Informationen übermittelt).

## TBL2

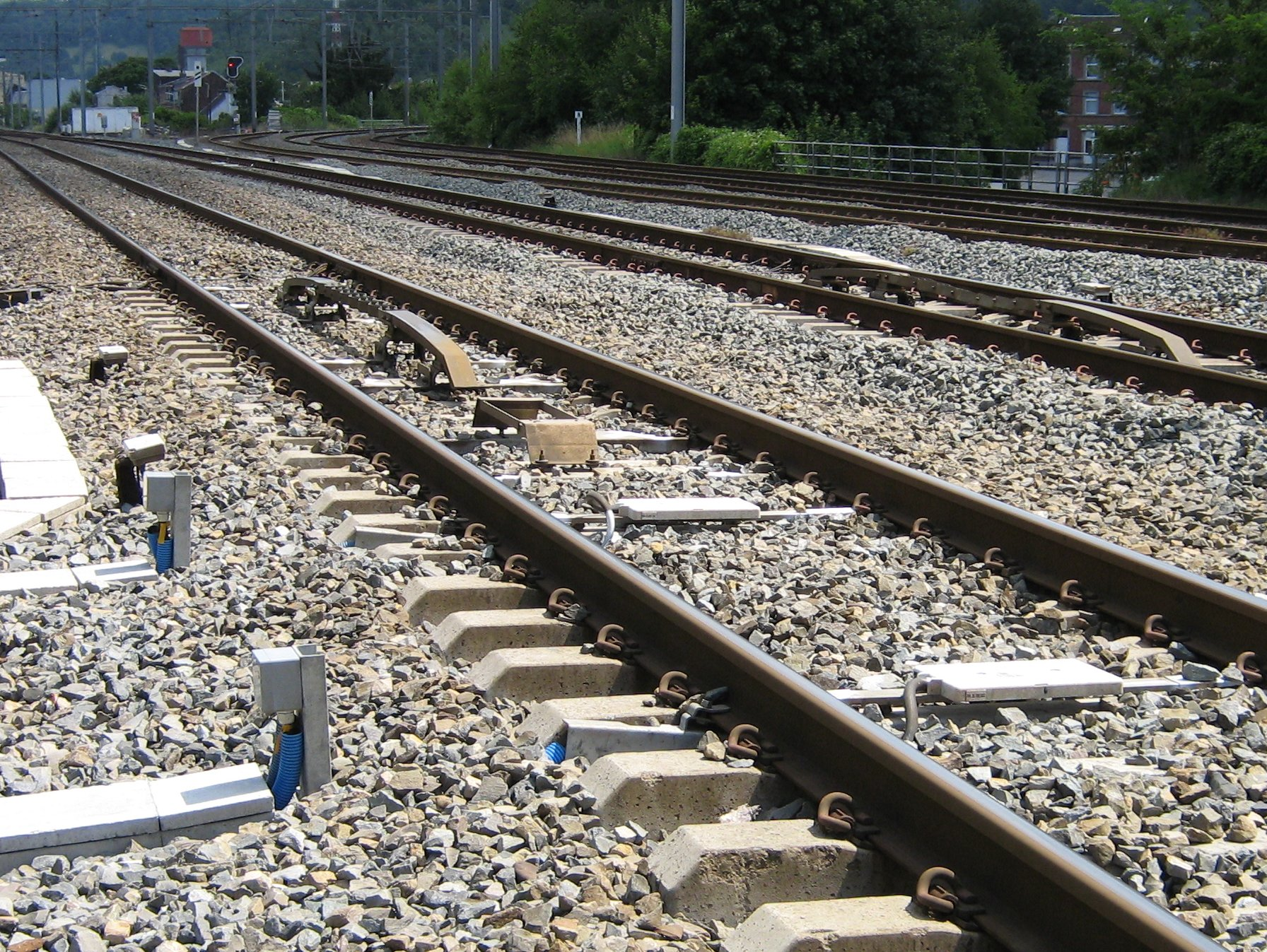
Krokodil, TBL1 und Eurobalise beisammen

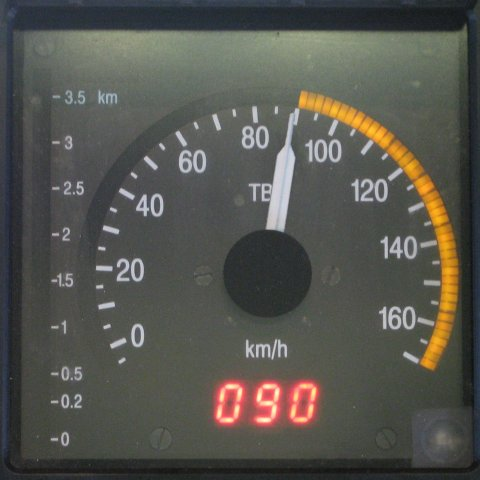
TBL2-Anzeige auf einem Triebzug AM96

Nachdem sich gezeigt hatte, dass mit TBL1 eine wirkungsvolle Zugbeeinflussung nicht möglich ist, fiel Ende der 1980er Jahre die Entscheidung, TBL1 nicht mehr einzubauen und mit der Entwicklung eines TBL2-Systems, mit vollständiger Geschwindigkeitsüberwachung, zu beginnen. Da das TBL2-System vor der Eröffnung der 1997 in Betrieb genommenen Hochgeschwindigkeitsstrecke HSL 1 als noch nicht ausgereift galt, wurde die Strecke auch im belgischen Teil mit dem französischen Zugsicherungssystem TVM 430 ausgerüstet. Erstmals wurde damit ein anderes Zugbeeinflussungssystem als TBL in Belgien eingesetzt.
1999 fiel die Entscheidung, die 2002 zur Eröffnung anstehende HSL 2 mit TBL2 auszurüsten, die weiteren Strecken (HSL 3 und HSL 4) mit ETCS. Seit 2018 wird auch die HSL2 mit ETCS befahren. 
Die TBL2 ist ein System mit Führerstandsignalisierung. Im Führerstand wird angezeigt:
- Höchstgeschwindigkeit (Bremskurve)
- Zielgeschwindigkeit
- Zielentfernung
- Zuggeschwindigkeit
- Betriebsart
- Hilfsanzeigen

TBL2 überwacht:
- Streckengeschwindigkeit
- Langsamfahrstellen (ständig und vorübergehend)
- Spezifische Einschränkungen für Güter- und andere Züge
- Haltepunkt
- Dynamisches Bremsprofil
- Fahrtrichtung

Im Bezug auf ETCS ist TBL ein Klasse B-System (Class B-System).